# Gehyra wongchan
Gehyra wongchan — вид ящірок з родини геконових (Gekkonidae). Описаний у 2022 році.

## Назва
Видовий епітет wongchan заснований на скороченні локалізацій паратипів (Wat Khao Wong) і голотипу (Tham Khao Chan). У тайській мові слово «вонгчан» також означає Місяць, що стосується типових відміток у формі півмісяця на потилиці та спині виду.

## Поширення
Ендемік Таїланду. Поширений у Вапнякових пагорбах в провінції Лопбурі в центральній частині країни. Виявлений у печері Кхаочан в окрузі Тхалуанг та Ваткхаовонг в окрузі Кхок Самронг.